# 莫扎泰
莫扎泰（義大利語：Mozzate），是意大利科莫省的一个市镇。总面积10平方公里，人口8205人，人口密度820.5人/平方公里（2009年）。ISTAT代码为013159。